# Boerum Hill (Brooklyn)
Boerum Hill es un pequeño barrio en la zona noroeste del distrito de Brooklyn en Nueva York (Estados Unidos). Abarca 36 manzanas delimitadas por la calle State al norte, la Cuarta Avenida al este, la calle Court al oeste y la calle Warren al sur. Las zonas comerciales se encuentran a lo largo de las calles Smith y Court, y de la Avenida Atlantic.
El barrio es parte del Brooklyn Community District 2, servido por el Brooklyn Community Board 2. El Instituto de las Artes de Brooklyn está localizado en la calle Dean y en la tercera avenida. Cuenta con el 84.º distrito local del Departamento de Policía de Nueva York.

## Historia
Boerum Hill lleva el nombre de la granja colonial de la familia Boerum, que ocupó la mayor parte del área durante los primeros asentamientos holandeses. Según el censo de 1790, la familia de John Boerum poseía al menos dos personas esclavizadas.
La mayoría de las viviendas en Boerum Hill consisten en casas adosadas de tres pisos construidas entre 1840 y 1870. A pesar de la "colina" en el nombre, el barrio es en la actualidad relativamente plano; algunas partes se asientan sobre antiguos pantanos que bordeaban Canal Gowanus. En la década de 1950, todos los barrios al sur de Atlantic Avenue y al oeste de Prospect Park eran conocidos genéricamente como South Brooklyn. Boerum Hill, en particular, a veces se llamaba "North Gowanus". El nombre "Boerum Hill" fue acuñado a principios de 1964 por la fundadora de la Asociación Boerum Hill, Helen Buckler, en referencia al nombre de los agricultores coloniales.
Desde principios de la década de 1970 hasta aproximadamente 2003, Boerum Hill estuvo poblada principalmente por familias de clase media y trabajadora. En las últimas décadas, desde finales de la década de 1990, la gentrificación ha transformado el vecindario en uno de personas en su mayoría de clase alta, aunque las familias de clase trabajadora aún residen en los alrededores.
A principios del siglo XX, muchos de los edificios funcionaron como pensiones. Cerca estaba la sala del sindicato de herreros, que llegaban a la ciudad para trabajar en grandes obras como puentes y en proyectos novedosos como los primeros rascacielos. El extremo norte de Smith Street era el centro de la comunidad Mohawk, que provenía principalmente en Akwesasne y Kahnawake, dos reservas de la Nación Mohawk en Quebec (Canadá). (Akwesasne se extiende a través de las fronteras nacionales hasta el estado de Nueva York). Muchos de los hombres Mohawk eran herreros, mientras que sus esposas se dedicaban a diversos oficios y creaban la comunidad para sus familias. Durante 50 años, las familias Mohawk llamaron a su vecindario "Little Caughnawaga", en honor a la tierra natal de Kahnawake. Muchas familias viajarían de regreso a Kahnawake en el verano.
El Distrito Histórico de Boerum Hill fue reconocido y designado por primera vez por la Comisión de Preservación de Monumentos Históricos de la Ciudad de Nueva York el 20 de noviembre de 1973, después de muchos años de defensa por parte de la Asociación de Boerum Hill. El Distrito Histórico de Boerum Hill luego se incluyó en el Registro Nacional de Lugares Históricos en 1983. Muchos de sus edificios están señalizados.
En 2012, Boerum Hill tenía el sexto precio promedio de vivienda más alto entre todos los vecindarios de la ciudad de Nueva York y el más alto de todos los vecindarios fuera de Manhattan.